# 亚里斯莱迪丝·西里洛
亚里斯莱迪丝·西里洛·杜沃伊斯（西班牙語：Yarisleidis Cirilo Duboys，2002年5月10日—），古巴女子皮划艇运动员，2021年世界皮划艇竞速锦标赛女子双人划艇200米银牌得主和女子双人划艇500米铜牌得主、2022年世界皮划艇竞速锦标赛女子双人划艇200米金牌得主、2023年世界皮划艇竞速锦标赛女子单人划艇200米金牌得主、2024年夏季奥林匹克运动会女子单人划艇200米铜牌得主。